# Ruairí Ó Brádaigh
Ruairí Ó Brádaigh ( IPA: [ˈɾˠuəɾʲiː oː ˈbˠɾˠaːd̪ˠiː] ; nacido Peter Roger Casement Brady ; 2 de octubre de 1932 - 5 de junio de 2013) fue un líder político y militar republicano irlandés . Fue Jefe de Estado Mayor del Ejército Republicano Irlandés (IRA) de 1958 a 1959 y nuevamente de 1960 a 1962, presidente del Sinn Féin de 1970 a 1983 y presidente del Sinn Féin Republicano de 1987 a 2009.

## Biografía

### Primeros años
Ó Brádaigh, nacido como Peter Roger Casement Brady, nació en una familia republicana de clase media en Longford que vivía en una casa dúplex en Battery Road. Su padre, Matt Brady, era un voluntario del IRA que resultó gravemente herido en un encuentro con la Royal Irish Constabulary en 1919. Su madre, May Caffrey, era voluntaria de Cumann na mBan y se graduó de la University College Dublin, clase de 1922, con una licenciatura en comercio. Su abuela materna era una luterana suiza de habla francesa. Su padre murió cuando él tenía diez años y sus antiguos compañeros del IRA le ofrecieron un funeral paramilitar. Su madre, destacada Secretaria de la Junta de Salud del Condado de Longford, vivió hasta 1974. Ó Brádaigh se educó en la Escuela Nacional de Melview a nivel primario y asistió a la escuela secundaria en St. Mel's College, dejando en 1950, y University College Dublin, de donde se graduó en 1954 con un título en comercio (BComm), como su madre, y certificación en la enseñanza de la lengua irlandesa . Ese año empezó a trabajar enseñando irlandés en la Escuela Vocacional Roscommon en Roscommon.
Ó Brádaigh era un católico profundamente religioso que se abstenía de fumar o beber.

### Sinn Féin y el Ejército Republicano Irlandés
Se unió al Sinn Féin en 1950. Mientras estaba en la universidad, en 1951, se unió al Ejército Republicano Irlandés. En septiembre de 1951, marchó con el IRA en la inauguración del monumento a Seán Russell en el Parque Fairview de Dublín. Maestro de profesión, también fue Oficial de Adiestramiento del IRA. En 1954, fue nombrado miembro del Consejo Militar del IRA, un subcomité creado por el Consejo del Ejército del IRA en 1950 para planificar una campaña militar contra los cuarteles del Royal Ulster Constabulary en Irlanda del Norte.
El 13 de agosto de 1955, Ó Brádaigh dirigió un grupo del IRA de diez miembros en una incursión armada en Hazebrouck Barracks, cerca de Arborfield, Berkshire. Era un depósito para el No. 5 Batallón de Entrenamiento de Radar de los Ingenieros Eléctricos y Mecánicos Reales. Fue la incursión de armas más grande del IRA en Gran Bretaña y obtuvo 48.000 cartuchos de calibre .303, 38.000 balas de calibre 9 mm, 1.300 de .380 y 1.300 de .22 . Además, se incautaron una selección de armas, incluidas 55 fusiles Sten, dos ametralladoras Bren, dos rifles del calibre .303 y una pistola del calibre .38. La mayoría de las armas, si no todas, se recuperaron en un período de tiempo relativamente corto. La policía detuvo una camioneta que viajaba demasiado rápido y arrestaron a miembros del IRA. El cuidadoso trabajo policial llevó a las armas que habían sido transportadas en una segunda camioneta y almacenadas en Londres.
La campaña fronteriza del IRA comenzó el 12 de diciembre de 1956. Como oficial del Estado Mayor del Cuartel General (GHQ) del IRA, Ó Brádaigh fue responsable de entrenar a la Columna Teeling (una de las cuatro unidades armadas preparadas para la Campaña) en el oeste de Irlanda. Durante la Campaña, ejerció como segundo al mando de la Columna Teeling. El 30 de diciembre de 1956, participó en el ataque de la Columna Teeling contra el cuartel del Royal Ulster Constabulary en Derrylin, Condado de Fermanagh. El agente de la RUC John Scally murió en el ataque; Scally fue la primera víctima mortal de la nueva campaña del IRA. Ó Brádaigh y otros fueron arrestados por la Garda Síochána al otro lado de la frontera el día después del ataque, en el condado de Cavan. Fueron juzgados y encarcelados durante seis meses en la prisión de Mountjoy por no dar cuenta de su paradero.
Aunque estaba preso, fue elegido Teachta Dála (TD) del Sinn Féin por el distrito electoral deLongford-Westmeath en las elecciones generales irlandesas de 1957, consiguiendo 5.506 votos (14,1%). Con una candidatura abstencionista, el Sinn Féin ganó cuatro escaños que fueron para Ó Brádaigh, Eighneachán Ó hAnnluain, John Joe McGirl y John Joe Rice . Se negaron a reconocer la autoridad de la Dáil Éireann y declararon que solo tomarían un escaño en un parlamento de toda Irlanda, si les hubiera sido posible hacerlo. Ó Brádaigh no retuvo su escaño en las elecciones generales irlandesas de 1961, consiguiendo únicamente 2.598 votos (7,61%).
Al cumplir su sentencia de prisión, fue internado de inmediato en la Prisión Militar de Curragh, junto con otros republicanos. El 27 de septiembre de 1958, Ó Brádaigh escapó del campo junto con Dáithí Ó Conaill. Mientras tenía lugar un partido de fútbol, la pareja cortó una cerca de alambre y salió del campamento debajo de una manta de hierba camuflada y se dio a la fuga. Esta fue una "fuga oficial", autorizada por el oficial al mando de los internados del IRA, Tomás Óg Mac Cortina. Fue el primer TD del Sinn Féin en fuga desde la década de 1920.
Ese octubre, Ó Brádaigh se convirtió en Jefe de Estado Mayor del IRA, cargo que ocupó hasta mayo de 1959, cuando una Convención del IRA eligió a Sean Cronin en su lugar; Ó Brádaigh se convirtió en ayudante general de Cronin. Ó Brádaigh fue arrestado en noviembre de 1959, se negó a responder preguntas y fue encarcelado bajo la Ley de Delitos contra el Estado en Mountjoy. Fue liberado de Mountjoy en mayo de 1960 y, después de que arrestaran a Cronin, volvió a convertirse en Jefe de Estado Mayor. Aunque siempre ha enfatizado que se trataba de una declaración colectiva, fue el autor principal de la declaración que puso fin a la Campaña Fronteriza del IRA en 1962. En la Convención de IRA de 1962 indicó que no estaba interesado en continuar en su puesto.
Tras su detención en diciembre de 1956, se tomó una excedencia como profesor en la Roscommon Vocational School. Se reincorporó y volvió a dar clases a finales de 1962, justo después de que Cathal Goulding le sucediera en el cargo de Jefe de Estado Mayor del IRA. Siguió siendo miembro activo del Sinn Féin y también fue miembro del Consejo del Ejército del IRA durante toda la década.
En las elecciones generales del Reino Unido de 1966, se presentó como candidato republicano independiente en la circunscripción de Fermanagh y South Tyrone, obteniendo 10.370 votos, es decir, el 19,1% de los votos válidos. No salió elegido.

### Líder del Sinn Féin Provisional

#### 1970-1973
Se opuso a la decisión del IRA y el Sinn Féin de abandonar el abstencionismo y reconocer el parlamento de Westminster en Londres, el parlamento de Stormont en Belfast y el parlamento de Leinster House en 1969 y 1970. El 11 de enero de 1970, junto con Seán Mac Stíofáin, encabezó la marcha del Sinn Féin Ard Fheis (convención del partido) de 1970, después de que la mayoría votara a favor de poner fin a la política de abstencionismo (aunque la votación para cambiar la constitución del Sinn Féin fracasó, ya que para ello se necesitaba una mayoría de dos tercios, mientras que la moción sólo obtuvo el apoyo de una mayoría simple de los votos de los delegados). Los delegados que abandonaron la reunión volvieron a reunirse en el Kevin Barry Hall de Parnell Square, Dublín, y crearon el Sinn Féin Provisional.
Fue elegido presidente de la Ejecutiva del Sinn Féin Provisional. Ese octubre se convirtió formalmente en presidente del partido.  Ocupó este cargo hasta 1983. También es probable que formara parte del Consejo del Ejército o del ejecutivo del Ejército Republicano Irlandés Provisional hasta que resultó gravemente herido en un accidente de coche el 1 de enero de 1984. Entre los que se unieron a él en el Sinn Féin Provisional estaba su hermano, Seán Ó Brádaigh, primer Director de Publicidad del Sinn Féin Provisional. Seán Ó Brádaigh continuó en este puesto durante casi una década, cuando le sucedió Danny Morrison, que había sido editor de An Phoblacht/Republican News. Sean Ó Brádaigh fue el primer director del periódico.
En su discurso presidencial ante el Sinn Féin Ard Fheis Provisional de 1971, Ó Brádaigh dijo que el primer paso para lograr una Irlanda Unida era hacer que Irlanda del Norte fuera ingobernable.
El 31 de mayo de 1972 fue detenido en virtud de la Ley de delitos contra el Estado e inmediatamente inició una huelga de hambre . Quince días después se retiraron los cargos en su contra y fue puesto en libertad.
Con Dáithí Ó Conaill desarrolló la política Éire Nua, que se puso en marcha el 28 de junio de 1972. Esta política abogaba por una Irlanda federal.
El 3 de diciembre de 1972, apareció en el programa Weekend World del London Weekend Television. Fue arrestado nuevamente por la Gardaí el 29 de diciembre de 1972 y acusado en el Tribunal Penal Especial (recién establecido) de ser miembro del IRA Provisional. En enero de 1973 fue la primera persona condenada en virtud de la Ley de Delitos contra el Estado (Enmienda) de 1972 y fue sentenciado a seis meses en la prisión militar Curragh.

#### 1974-1983
En 1974, testificó en persona ante el Comité de Relaciones Exteriores del Senado de los Estados Unidos sobre el tratamiento de los prisioneros del IRA en Irlanda. También tuvo una reunión con el destacado congresista irlandés-estadounidense Tip O'Neill. El mismo año, el Departamento de Estado de los Estados Unidos revocó su visa de entrada múltiple y desde entonces se ha negado a permitir que Ó Brádaigh ingrese al país. Los documentos del FBI de 1975 describen a Ó Brádaigh como una "amenaza a la seguridad nacional" y un "revolucionario dedicado que no se deja intimidar por amenazas o riesgos personales" y muestran que la prohibición de visa fue solicitada por el Ministerio de Relaciones Exteriores británico y apoyada por el gobierno de Dublín. En 1997, las autoridades canadienses se negaron a permitirle abordar un vuelo chárter a Toronto en el aeropuerto de Shannon.
Durante la huelga del Consejo de Trabajadores del Ulster de mayo de 1974, Ó Brádaigh declaró que le gustaría ver "una retirada gradual de las tropas británicas durante varios años, para evitar una situación como la del Congo".
El 10 de diciembre de 1974, participó en las conversaciones de Feakle entre el Consejo del Ejército del IRA y los líderes del Sinn Féin y los líderes de las iglesias protestantes en Irlanda. Aunque la reunión fue allanada y disuelta por la Gardaí, los eclesiásticos protestantes transmitieron propuestas de la dirección del IRA al gobierno británico. Estas propuestas pedían al gobierno británico que declarara un compromiso de retirada, la elección de una asamblea de toda Irlanda para redactar una nueva constitución y una amnistía para los presos políticos.
Posteriormente, el IRA pidió un alto el fuego "total y completo" que duraría del 22 de diciembre al 2 de enero de 1975 para permitir que el gobierno británico respondiera a las propuestas. Funcionarios del gobierno británico también mantuvieron conversaciones con Ó Brádaigh en su cargo de presidente del Sinn Féin desde finales de diciembre hasta el 17 de enero de 1975.
El 10 de febrero de 1975, el Consejo del Ejército del IRA, en el cual es posible que estuviese Ó Brádaigh, respaldó por unanimidad un cese indefinido de las "hostilidades contra las fuerzas de la Corona" del IRA, que se conoció como la tregua de 1975. El Jefe de Estado Mayor del IRA en ese momento era Seamus Twomey, de Belfast. Otro miembro del Consejo en ese momento probablemente era Billy McKee, de Belfast. Daithi O'Connell, un destacado republicano del sur, también era miembro. Se informa en algunos sectores que los líderes del IRA creyeron erróneamente que habían persuadido al gobierno británico para que se retirara de Irlanda y que las prolongadas negociaciones entre ellos y los funcionarios británicos fueron el preámbulo de una declaración pública de intención de retirarse. De hecho, como muestran ahora los documentos del gobierno británico, los británicos mantuvieron conversaciones con el IRA con la esperanza de que esto fragmentara aún más el movimiento, y anotaron varios golpes de inteligencia durante las conversaciones. Algunos argumentan que cuando la tregua colapsó a fines de 1975, el IRA Provisional se había debilitado severamente. Esta mala fe amargó a muchos en el movimiento republicano, y no se produciría otro alto el fuego hasta 1994. En 2005, Ó Brádaigh donó a la Biblioteca James Hardiman del University College, Galway, notas que había tomado durante reuniones secretas en 1975-1976 con representantes británicos. Estas notas confirman que los representantes británicos estaban ofreciendo una retirada británica como resultado realista de las reuniones. Los representantes republicanos, Ó Brádaigh, Billy McKee y otros, sintieron la responsabilidad de aprovechar la oportunidad, pero también se mostraron escépticos sobre las intenciones británicas.
A finales de diciembre de 1976, junto con Joe Cahill, se reunió con dos representantes del Comité Coordinador Central Loyalist del Ulster (ULCCC), John McKeague y John McClure, a petición de este último organismo. Su propósito era tratar de encontrar una manera de acomodar las propuestas de la ULCCC para una Irlanda del Norte independiente con el programa Éire Nua del Sinn Féin. Se acordó que si esto se podía hacer, entonces se podría hacer un enfoque conjunto lealista-republicano para solicitar al gobierno británico que abandonara Irlanda. El consejero de la reina  Desmond Boal y el barrister Seán MacBride fueron solicitados y aceptados para representar las posiciones leales y republicanas. Durante meses tuvieron reuniones en varios lugares, incluido París. El diálogo finalmente se derrumbó cuando Conor Cruise O'Brien, entonces ministro de Correos y Telégrafos y vociferante opositor del IRA Provisional, se dio cuenta y lo condenó en RTÉ Radio. Como los leales habían insistido en el secreto absoluto, se sintieron incapaces de continuar con las conversaciones.
A raíz de la tregua de 1975, el liderazgo de Ó Brádaigh/Ó Conaill fue objeto de severas críticas por parte de una generación más joven de activistas de Irlanda del Norte, encabezada por Gerry Adams, quien se convirtió en vicepresidente del Sinn Féin en 1978. A principios de la década de 1980, la posición de Ó Brádaigh como presidente del Sinn Féin estaba abiertamente cuestionada y la política de Éire Nua fue el objetivo en un esfuerzo por derrocarlo. La política fue rechazada en el Sinn Féin Ard Fheis de 1981 y finalmente eliminada de la constitución del Sinn Féin en el Ard Fheis de 1982. En el ard fheis del año siguiente, Ó Brádaigh y Ó Conaill renunciaron a sus puestos de liderazgo, expresando su oposición a que el partido abandonara la política Éire Nua.

### Líder del Sinn Féin Republicano
El 2 de noviembre de 1986, la mayoría de los delegados del Sinn Féin Ard Fheis votaron a favor de abandonar la política de abstencionismo si eran elegidos para el Dáil Éireann, pero no la Cámara de los Comunes británica o el parlamento de Irlanda del Norte en Stormont, poniendo así fin a la prohibición autoimpuesta sobre los representantes electos del Sinn Féin de tomar asiento en Leinster House. Ó Brádaigh y varios simpatizantes se retiraron e inmediatamente crearon el Sinn Féin Republicano (RSF); más de 100 personas se reunieron en el West County Hotel de Dublín y formaron la nueva organización. Como miembro ordinario, anteriormente se había pronunciado en contra de la moción (resolución 162) en un discurso apasionado. El IRA de la Continuidad se dio a conocer públicamente en 1996. La relación del Sinn Féin Republicano con el IRA de la Continuidad es similar a la relación entre el Sinn Féin y el IRA Provisional cuando Ó Brádaigh era presidente del Sinn Féin.

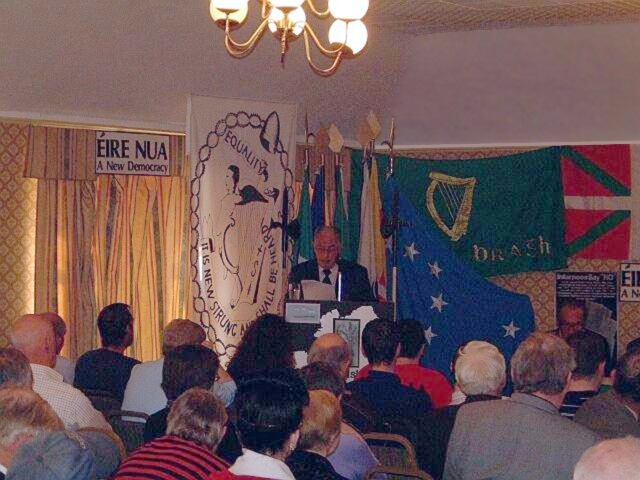
Ruairí Ó Brádaigh hablando en el RSF Ard Fheis 2003

Ó Brádaigh creía que RSF era la única continuación legítima del Sinn Féin anterior a 1986, argumentando que RSF ha mantenido la constitución original del Sinn Féin. RSF readoptó y mejoró la política Éire Nua de Ó Brádaigh. Su partido ha tenido éxito electoral solo en las elecciones locales, y en pocas, aunque actualmente tienen un Concejal electo en Connemara, Condado de Galway.
Siguió oponiéndose por completo al Acuerdo del Viernes Santo, viéndolo como un programa para reforzar la partición irlandesa y afianzar las divisiones sectarias en el norte. Condenó a sus antiguos camaradas en el Sinn Féin Provisional y el IRA Provisional por retirar armas mientras las tropas británicas permanecen en el país. En su opinión, "la venta total de Provo es la peor hasta ahora, sin precedentes en la historia de Irlanda ". Ha condenado la decisión del IRA Provisional de sellar varios de sus depósitos de armas como "un acto manifiesto de traición", "traición punible con la muerte" según la Orden General del Ejército Número 11 del IRA.
En julio de 2005, entregó una parte de sus documentos políticos personales que detallan las discusiones entre los líderes republicanos irlandeses y los representantes del gobierno británico durante 1974-1975 a la Biblioteca James Hardiman, Universidad Nacional de Irlanda, Galway.

### Jubilación
En septiembre de 2009, Ó Brádaigh anunció su retiro como líder del Sinn Féin Republicano. Su sucesor fue Des Dalton. Ruairí Ó Brádaigh también fue miembro durante mucho tiempo de la Liga Celta, una organización que fomenta la cooperación entre el pueblo celta y promueve la cultura, la identidad y la eventual autodeterminación del pueblo, en forma de seis estados soberanos para las naciones celtas: Gales, Cornualles, Bretaña, Escocia, Isla de Man e Irlanda.

### Fallecimiento
Tras sufrir un periodo de mala salud, Ó Brádaigh falleció el 5 de junio de 2013 en el Hospital del condado de Roscommon. A su funeral asistieron 1.800 dolientes, entre ellos el diputado del Fine Gael Frank Feighan, y fue vigilado por la Unidad de Respuesta de Emergencia y la Gardaí en equipo antidisturbios, por "razones operativas", una demostración de fuerza que se cree que fue para disuadir a la tradición republicana de disparar una salva de tres salvas de disparos sobre el lugar de descanso final durante la oración en el cementerio. Como resultado, hubo algunas peleas menores entre los gardai y los dolientes.

## Escritos
- Ruairí Ó Brádaigh, What is Irish Republicanism, diciembre de 1970
- Ruairí Ó Brádaigh, Restore the means of production to the people, diciembre de 1970
- Ruairí Ó Brádaigh, Our people, our future, Dublín 1973
- Ruairí Ó Brádaigh, Dílseacht – The Story of Comdt General Tom Maguire and the Second (All-Ireland) Dáil, Dublin: Irish Freedom Press, 1997, ISBN 0-9518567-9-0